# Soi

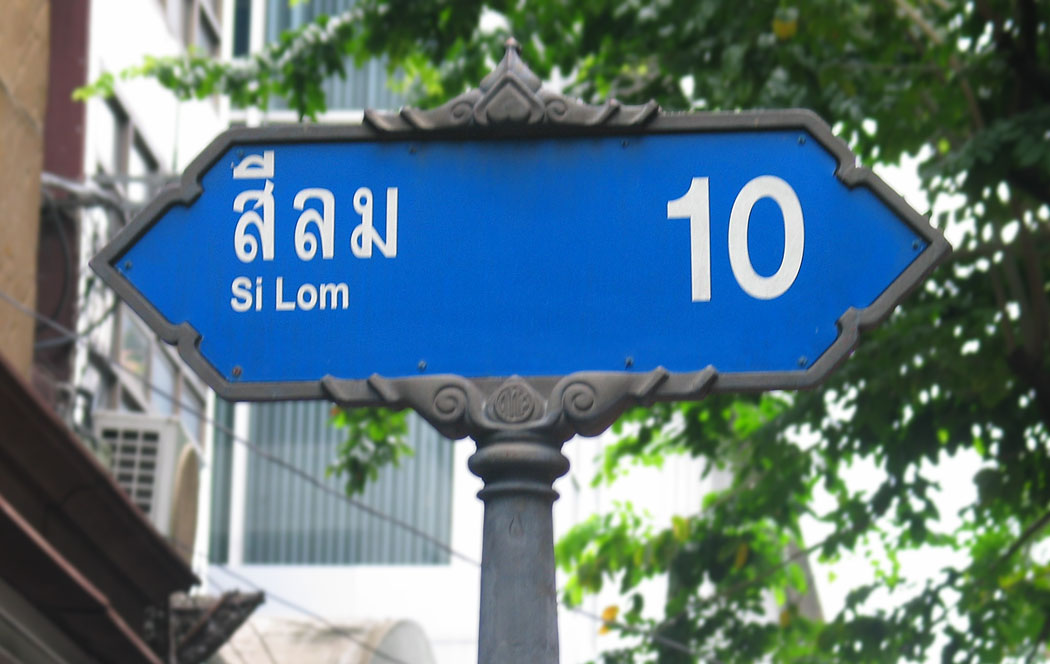
Soi Nummer 10 der Silom Road in Bangkok

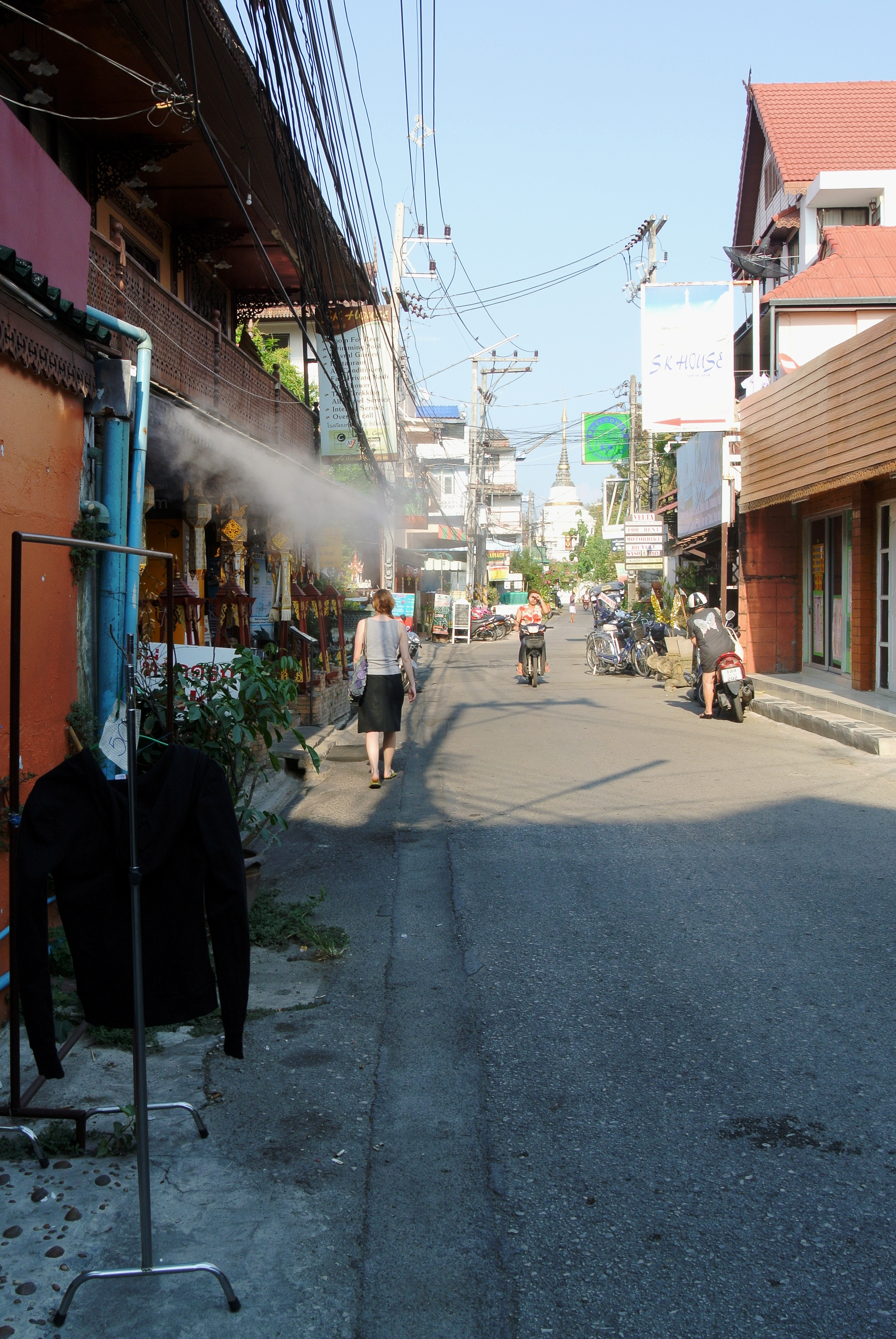
Ein Soi in Chiang Mai

Soi (thailändisch ซอย) ist ein Ausdruck, der in der thailändischen Sprache für eine Nebenstraße benutzt wird, die von einer Hauptstraße (Thanon) abzweigt. Eine sehr schmale Nebenstraße wird Trok genannt. Der Eingang zu einer Soi wird „Bpaak Soi“ (Soi-Mund) genannt.
Sois sind gewöhnlich durchnummeriert. Man benennt eine Soi mit dem Namen der zugehörigen Hauptstraße gefolgt von der Ziffer. So würden sich z. B. „Soi Silom 10“, „Silom Soi 10“, oder „Silom 10“ alle auf die zehnte Soi (die zehnte Nebenstraße) der Silom Road in Bangkok beziehen. Wenn man entlang der Hauptstraße in Richtung höhere Soi-Nummerierungen geht, liegen alle Sois mit geradzahligen Nummern auf der rechten Seite, und alle mit ungeraden Nummern zur linken. Wird eine neue Soi gebaut, z. B. zwischen „Soi 7“ und „Soi 9“, so wird sie den Namen „Soi 7/1“ bekommen, die nächste „Soi 7/2“ und so weiter. So kann es vorkommen, dass „Soi 21“ sehr weit entfernt ist von „Soi 20“, wenn es auf der einen Seite der Hauptstraße mehr Nebenstraßen gibt als auf der anderen.
In Bangkok haben fast alle Sois auch einen Eigennamen. An der unteren Sukhumvit Road in Bangkok sind die Sois nach wichtigen Landeigentümern benannt oder nach Familien, die hier in der Vergangenheit Land besaßen. Einige Sois in Bangkok wurden nach und nach zu Haupt-Durchgangsstraßen, sie sind daher nur durch ihren Eigennamen, weniger durch ihre Nummer bekannt. Beispiele sind Thonglor (Sukhumvit Soi 55), Asoke (Sukhumvit Soi 21) etc.
Die Häuser in einer Soi haben wie in Europa eine Hausnummer. Allerdings trägt in vielen Sois das erste Haus nicht die Nummer 1, sondern die Nummerierung der Häuser der Hauptstraße wurde hier fortgeführt.
Wird ein neues Haus nach dem Haus mit der Nummer 150 gebaut, bekommt es die Nummer 150/1. Eine Adresse in Bangkok könnte folgendermaßen heißen: „150/1 Soi Sukhumvit 7“, es wäre das erste Haus hinter Hausnummer 150 in der siebten Soi der Sukhumvit Road.